# Kilamuwa
Kilamuwa oder Kulamuwa war um 840/835 bis 815/810 v. Chr. ein aramäischer König von Samʼal und der fünfte nach dem Dynastiegründer Gabbaru. Von Westen her von den Danunäern bedrängt, ersuchte Kilamuwa die Assyrer unter Salmānu-ašarēd III. um Hilfe. Damit wurde er ein assyrischer Vasall, was zu Tributzahlungen verpflichtete, aber auch Wohlstand und Frieden sicherte.

## Inschrift des Kilamuwa

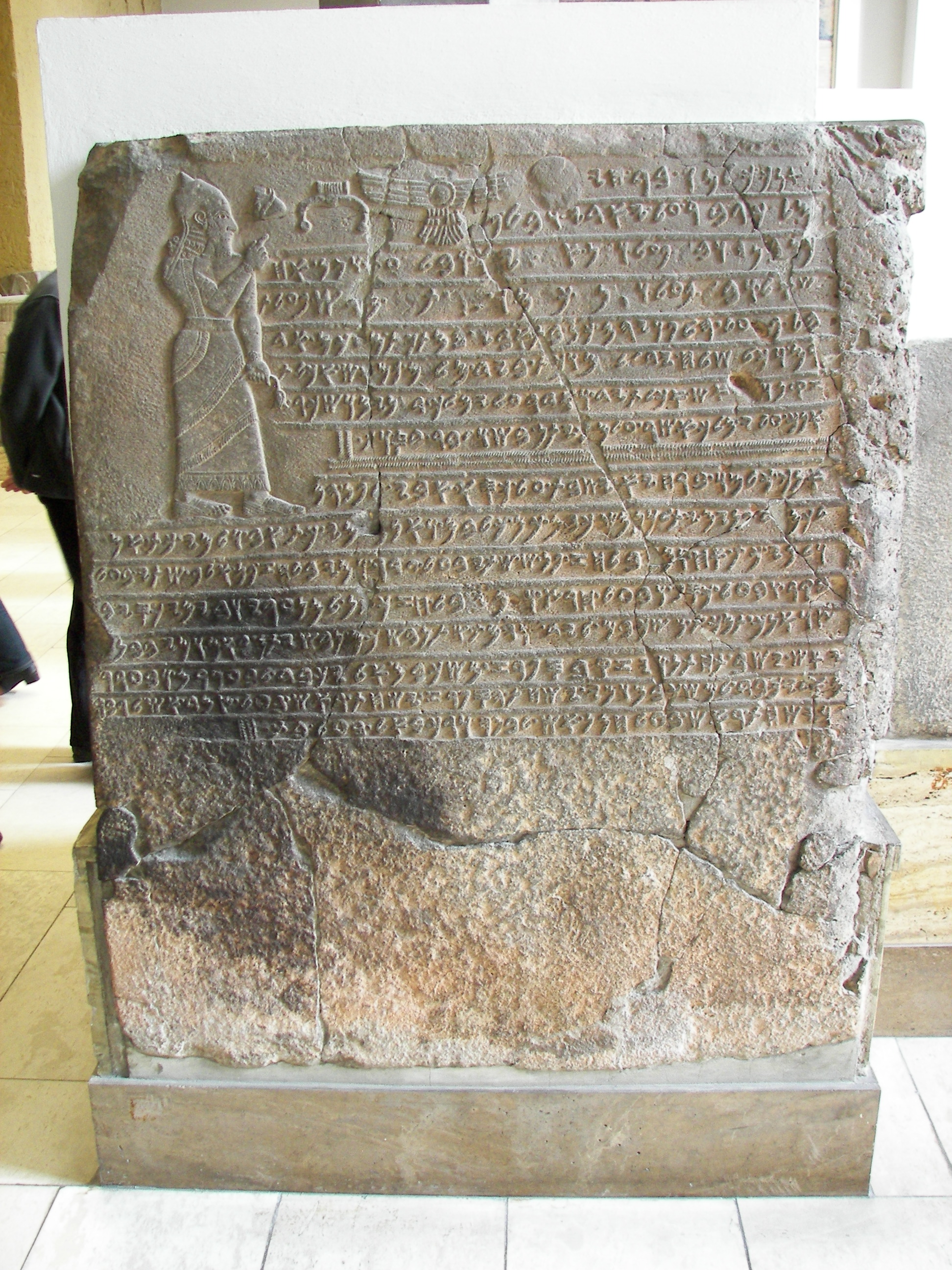
Kilamuwa-Stele

Die aus dem 8. Jahrhundert v. Chr. stammende, heute im Pergamonmuseum befindliche Inschrift besteht aus 16 Zeilen in phönizischer Sprache.

„(1) אנך כלמו בר חי(א) (2) מלך גבר על יאדי ובל פ]על[ (3) כן במה ובל פעל וכן אב חיא ובל פעל וכן אח (4) שאל ובל פעל ואנ]ך[ כלמו בר תמ־ מאש פעלת (5) בל פעל הלפני(ה)ם כן בת אבי במתכת מלכם אד(6)רם וכל שלח יד ל(ה)לחם וכת ביד מלכם כמאש אכלת (7) זקן ו]כמ[אש אכלת יד ואדר עלי מלך ד]נ[נים ושכר (8) אנך עלי מלך אשר עלמת יתן בש וגבר בסות
(9) אנך כלמו בר חיא ישבת על כסא אבי לפן המ(10)לכם הלפנים יתלנן משכבם כם כלבם ואנך למי כת אב ולמי כת אם (11) ולמי כתי אח ומי בל חז פן ש שתי בעל עדר ומי בל חז פן אלף שתי בעל (12) בקר ובעל כסף ובעל חרץ ומי בל חז כתן למנערי ובימי כסי ב(13)ץ ואנך תמכת משכבם ליד והמת שת נבש כם נבש יתם באם ומי בבנ(14)י אש ישב תחתן ויזק בספר ז משכבם אל יכבד לבעררם ובערר(15)ם אל יכבד למשכבם ומי ישחת הספר ז ישחת ראש בעל צמד אש לגבר (16) וישחת ראש בעל חמן אש לבמה ורכבאל בעל בת“

„Ich bin Kilammuwa, der Sohn des Ḫajanu. Gabbar(u) war König über Ja'udi, aber er tat nichts. Es herrschte auch Bamach, auch er tat nichts. Mein Vater Chajanu tat ebenfalls nichts. Mein Bruder Ša'ûl tat auch nichts. Ich, Kilammuwa, der Sohn Chajanus, tat aber etwas, was die, die vor mir waren, nicht taten. Das Haus meines Vaters war unter mächtigen Königen. Jeder streckte seine Hand aus zum Kämpfen. Ich aber war in der Hand der Könige wie ein Feuer, das den Bart und die Hand verzehrt. Und der König der Danunäer stand über mir, ich aber mietete gegen ihn den König von Assyrien. Eine Jungfrau wurde für ein Schaf gegeben und ein Mann für ein Gewand. Ich bin Kilammuwa, der Sohn des Chajanu, und habe mich auf den Thron meines Vaters gesetzt.“